# Хейл, Тони
Э́нтони Расселл «То́ни» Хейл (англ. Anthony Russell "Tony" Hale, род. 30 сентября 1970, Уэст-Пойнт) — американский актёр. Наиболее известен по ролям Бастера Блута в сериале «Замедленное развитие» и Гэри Уолша в сериале «Вице-президент». Двукратный обладатель премии «Эмми».

## Ранняя жизнь и образование
Хейл родился в Уэст-Пойнте, штат Нью-Йорк. Его мать Рита Гарнетт работала штатным помощником государственного представителя Кэти Эш, а его отец Майк Хейл преподавал ядерную и атомную физику и состоял в армии. Хейл вырос в Таллахасси, штат Флорида, где он посещал Молодёжный театр и участвовал в многочисленных театральных и музыкальных постановках. В 1988 году он окончил среднюю школу Леон. В 1992 году он окончил Сэмфордский университет в Бирмингеме, штат Алабама, где состоял в братстве Sigma Chi. Хейл окончил аспирантуру Регентского университета в Виргинии в 1995 году со степенью по современным средствам связи и искусству. После окончания университета он обосновался в Нью-Йорке, где прожил почти десять лет. Он изучал актёрское мастерство в нью-йоркской театральной компании Барроу Груп.

## Личная жизнь
Хейл женился на гримёре Мартел Томпсон, выигрывавшей «Эмми», 24 мая 2003 года. У них есть дочь Лу.

## Избранная фильмография
| Год  | Название на русском                            | Название на английском                 | Роль                   | Примечания |
| ---- | ---------------------------------------------- | -------------------------------------- | ---------------------- | ---------- |
| 2006 | Дети без присмотра                             | Unaccompanied Minors                   | Алан Дэвис             |            |
| 2006 | Персонаж                                       | Stranger Than Fiction                  | Дэйв                   |            |
| 2006 | Дурдом на колёсах                              | RV                                     | Фрэнк                  |            |
| 2007 | Потому что я так хочу                          | Because I Said So                      | Стюарт                 |            |
| 2008 | Приключения Десперо                            | The Tale of Despereaux                 | Ферло                  | Озвучка    |
| 2009 | Продавец                                       | The Goods: Live Hard, Sell Hard        | Уэйд                   |            |
| 2009 | Информатор                                     | The Informant!                         | Джеймс Эпштейн         |            |
| 2010 | Счастливы вместе                               | Happythankyoumoreplease                | Сэм #2                 |            |
| 2013 | Копы в юбках                                   | The Heat                               | Джон                   |            |
| 2013 | Короли лета                                    | The Kings of Summer                    | пассажир автобуса      |            |
| 2015 | Ультраамериканцы                               | American Ultra                         | агент Пити Дуглас      |            |
| 2015 | Элвин и бурундуки: Грандиозное бурундуключение | Alvin and the Chipmunks: The Road Chip | агент Джеймс Суггс     |            |
| 2016 | Angry Birds в кино                             | Angry Birds                            | Росс / Кир / Птица-мим | Озвучка    |
| 2016 | Йоганутые                                      | Yoga Hosers                            | Боб Коллетт            |            |
| 2016 | Доминион                                       | Dominion                               | Бриннан                |            |
| 2016 | Храбрый Нью-Джерси                             | Brave New Jersey                       | Кларк Хилл             |            |
| 2017 |                                                | And Then I Go                          | мистер Мосли           |            |
| 2017 | Сэди                                           | Sadie                                  | Брэдли                 |            |
| 2018 | С любовью, Саймон                              | Love, Simon                            | мистер Уорт            |            |
| 2018 | Поезд на Париж                                 | The 15:17 to Paris                     | учитель гимнастики     |            |
| 2019 | История игрушек 4                              | Toy Story 4                            | Вилкинс                | Озвучка    |
| 2020 | Девять дней                                    | Nine Days                              | Александр              |            |
| 2021 | Большой красный пёс Клиффорд                   | Clifford the Big Red Dog               | Зак Тиеран             |            |
| 2021 | Быть Рикардо                                   | Being the Ricardos                     | Джесс Оппенгеймер      |            |
| 2022 | Фокус-покус 2                                  | Hocus Pocus 2                          | Джефри Траск           |            |

## Телевидение
| Год                 | Название на русском                                    | Название на английском                          | Роль                                                                    | Примечания |
| ------------------- | ------------------------------------------------------ | ----------------------------------------------- | ----------------------------------------------------------------------- | --- |
| 1997                | Истории о привидениях                                  | Ghost Stories                                   | Билли Торп                                                              | Эпизод: «Personal Demons»                                                                                              |
| 1998                | Наследие                                               | Legacy                                          | Хирам                                                                   | Эпизод: «The Gift» |
| 2000                | Улица                                                  | The $treet                                      | стажёр                                                                  | Эпизод: «Closet Cases»                                                                                                 |
| 2001                | Бухта Доусона                                          | Dawson’s Creek                                  | доктор Бронин                                                           | Эпизод: «A Winter’s Tale»                                                                                              |
| 2001                | Клан Сопрано                                           | The Sopranos                                    | Коллинз                                                                 | Эпизод: «Second Opinion»                                                                                               |
| 2001                | Секс в большом городе                                  | Sex and the City                                | Тайгер                                                                  | Эпизод: «The Real Me»                                                                                                  |
| 2003—2006 2013 2018 | Замедленное развитие                                   | Arrested Development                            | Бастер Блут                                                             | 59 эпизодов |
| 2005                | Блондинка в книжной лавке                              | Stacked                                         | Брент Ламбл                                                             | Эпизод: «Beat the Candidate»                                                                                           |
| 2007                | Большой день                                           | Big Day                                         | Дэвид                                                                   | Эпизод: «Last Chance to Marry Jane»                                                                                    |
| 2007                | Частный детектив Энди Баркер                           | Andy Barker, P.I.                               | Саймон                                                                  | 6 эпизодов |
| 2007                | Кларк и Майкл                                          | Clark and Michael                               | Тони Меснер                                                             | |
| 2008—2010           | Чак                                                    | Chuck                                           | Эммет Милбардж                                                          | 13 эпизодов |
| 2008                | Купи больше                                            | Buy More                                        | Эммет Милбардж                                                          | 5 эпизодов |
| 2008—2009           | Скорая помощь                                          | ER                                              | Норман                                                                  | Эпизоды: «Life After Death» и «T-Minus-6»                                                                              |
| 2009                | Такая разная Тара                                      | United States of Tara                           | Орал Гершенофф                                                          | Эпизод: «Aftermath» |
| 2009                | Правила совместной жизни                               | Rules of Engagement                             | Стив                                                                    | Эпизод: «May Divorce Be With You»                                                                                      |
| 2009                | Ctrl                                                   | Ctrl                                            | Стюарт Гранди                                                           | 10 эпизодов |
| 2009—2010           | 4исла                                                  | Numb3rs                                         | Расселл Лазло                                                           | Эпизоды: «Hydra» и «Devil Girl»                                                                                        |
| 2010                | Жизнь и приключения Тима                               | The Life and Times of Tim                       | Винс (озвучка)                                                          | Эпизод: «Tim’s Beard»                                                                                                  |
| 2010                | Сообщество                                             | Community                                       | профессор Холли                                                         | Эпизод: «Beginner Pottery»                                                                                             |
| 2010                | Закон и порядок                                        | Law & Order                                     | Филипп Шумейкер                                                         | Эпизод: «Brazil» |
| 2010                | Правосудие                                             | Justified                                       | Дэвид Мортимер                                                          | Эпизод: «The Collection»                                                                                               |
| 2010                | Медиум                                                 | Medium                                          | Гил Бурели                                                              | Эпизод: «The Match Game»                                                                                               |
| 2011                |                                                        | Paul the Male Matchmaker                        | Боб                                                                     | Эпизод: «First Impressions Are Everything!»                                                                            |
| 2011                | Живая мишень                                           | Human Target                                    | Гарри                                                                   | Эпизоды: «Communication Breakdown» и «The Trouble With Harry»                                                          |
| 2011                |                                                        | CollegeHumor Originals                          | Самый забывчивый человек                                                | Эпизод: «The Most Oblivious Man in the World»                                                                          |
| 2011                | Дорогой доктор                                         | Royal Pains                                     | Энди                                                                    | Эпизод: «Ta Da For» |
| 2011                | Спецназ: Сан-Диего                                     | NTSF:SD:SUV                                     | доктор Карл                                                             | Эпизод: «Dolphinnegan’s Wake»                                                                                          |
| 2011                | Ясновидец                                              | Psych                                           | Джерри Кинкейд                                                          | Эпизод: «Neil Simon’s Lover’s Retreat»                                                                                 |
| 2011                |                                                        | Good Vibes                                      | Уадска (озвучка)                                                        | 12 эпизодов |
| 2012—2018           | Вице-президент                                         | Veep                                            | Гэри Уолш                                                               | Главная роль |
| 2012                | Закон и порядок: Специальный корпус                    | Law & Order: Special Victims Unit               | Рик Симмс                                                               | Эпизод: «Learning Curve»                                                                                               |
| 2012                | Всю ночь напролёт                                      | Up All Night                                    | доктор Уэлборн                                                          | Эпизод: «Ma’am’d» |
| 2013                | Доктор Плюшева                                         | Doc McStuffins                                  | эльф Тобиас (озвучка)                                                   | Эпизод: «A Very McStuffins Christmas»                                                                                  |
| 2013                | Пиф-паф комедия                                        | Comedy Bang! Bang!                              | карточный король                                                        | Эпизод: «Jessica Alba Wears a Jacket with Patent Leather Pumps»                                                        |
| 2013                | Насыщенные фруктозой приключения Назойливого Апельсина | The High Fructose Adventures of Annoying Orange | брюква, цезарь (озвучка)                                                | Эпизоды: «Orange Say Knock You Out» и «Shakesparagus Speare»                                                           |
| 2013—2016           | Санджей и Крейг                                        | Sanjay and Craig                                | мистер Нудман / разные роли (озвучка)                                   | 30 эпизодов |
| 2013—2016           | Пьяная история                                         | Drunk History                                   | Мериуэзер Льюис / Аб Айверкс / Эдвард Коп / Бастер Китон / Джеймс Монро | 5 эпизодов |
| 2014                | Мой мальчик                                            | About a Boy                                     | Хью Вомпл                                                               | Эпизод: «About a Boy’s Dad»                                                                                            |
| 2014                |                                                        | The Birthday Boys                               | Режиналдо Альфонси                                                      | Эпизод: «Cerf’s Folly»                                                                                                 |
| 2015                | Дэцкая больница                                        | Childrens Hospital                              | Брэд Лендрикс                                                           | Эпизод: «Me, Owen» |
| 2015                | Джейк и пираты Нетландии                               | Jake and the Never Land Pirates                 | доктор Отвертикус (озвучка)                                             | Эпизоды: «Escape from Ghost Island/The Island of Doctor Undergear» и «Shark Attack!/Captain Hook’s Colossal Collision» |
| 2016                | Овощные истории                                        | VeggieTales in the House                        | Ямбот, зефирный приспешник, голос компьютера (озвучка)                  | Эпизод: «Yambot» |
| 2017                | Звери                                                  | Animals.                                        | Мэттью (озвучка)                                                        | Эпизод: «Worms Birds Possums»                                                                                          |
| 2018                | Лемони Сникет: 33 несчастья                            | A Series of Unfortunate Events                  | Джером Скволор                                                          | |
| 2021—22             | Тайное общество мистера Бенедикта                      | The Mysterious Benedict Society                 | Мистер Бенедикт; Доктор Кёртан                                          | Основной состав; сезоны 1-2 (16 эпизодов)                                                                              |
| 2022                |                                                        | The Legend of Vox Machina                       | Sir Fince (озвучка)                                                     | |

## Награды и номинации
| Год  | Премия                         | Категория                                                  | Номинированная работа | Результат |
| ---- | ------------------------------ | ---------------------------------------------------------- | --------------------- | --------- |
| 2005 | Премия Гильдии киноактёров США | Лучший актёрский состав в комедийном сериале               | Замедленное развитие  | Номинация |
| 2006 | Премия Гильдии киноактёров США | Лучший актёрский состав в комедийном сериале               | Замедленное развитие  | Номинация |
| 2013 | Прайм-таймовая премия «Эмми»   | Лучшая мужская роль второго плана в комедийном телесериале | Вице-президент        | Победа    |
| 2014 | Премия Гильдии киноактёров США | Лучший актёрский состав в комедийном сериале               | Замедленное развитие  | Номинация |
| 2014 | Премия Гильдии киноактёров США | Лучший актёрский состав в комедийном сериале               | Вице-президент        | Номинация |
| 2014 | American Comedy Awards         | Самая смешной исполнитель второго плана в телесериале      | Вице-президент        | Номинация |
| 2014 | Выбор телевизионных критиков   | Лучшая мужская роль второго плана в комедийном телесериале | Вице-президент        | Номинация |
| 2014 | Прайм-таймовая премия «Эмми»   | Лучшая мужская роль второго плана в комедийном телесериале | Вице-президент        | Номинация |
| 2015 | Выбор телевизионных критиков   | Лучшая мужская роль второго плана в комедийном телесериале | Вице-президент        | Номинация |
| 2015 | Премия Гильдии киноактёров США | Лучший актёрский состав в комедийном сериале               | Вице-президент        | Номинация |
| 2015 | Прайм-таймовая премия «Эмми»   | Лучшая мужская роль второго плана в комедийном телесериале | Вице-президент        | Победа    |
| 2016 | Премия Гильдии киноактёров США | Лучший актёрский состав в комедийном сериале               | Вице-президент        | Номинация |
| 2016 | Прайм-таймовая премия «Эмми»   | Лучшая мужская роль второго плана в комедийном телесериале | Вице-президент        | Номинация |
| 2016 | Выбор телевизионных критиков   | Лучшая мужская роль второго плана в комедийном телесериале | Вице-президент        | Номинация |
| 2017 | Премия Гильдии киноактёров США | Лучший актёрский состав в комедийном сериале               | Вице-президент        | Номинация |